# Молодіжний чемпіонат Європи з футболу 1984
Чемпіонат Європи з футболу 1984 серед молодіжних команд — міжнародний футбольний турнір під егідою УЄФА серед молодіжних збірних команд країн зони УЄФА. Переможцем турніру стала молодіжна збірна команда Англії, яка у фінальній серії з двох матчів переграла молодіжну збірну Іспанії.

## Кваліфікація
Кваліфікаційний турнір відбувся з 1 травня 1982 року по 21 грудня 1983.

### Група 1
|   |           | І | В | Н | П | МЗ | МП | О  |
| - | --------- | - | - | - | - | -- | -- | -- |
| 1 | Шотландія | 6 | 4 | 2 | 0 | 11 | 6  | 10 |
| 2 | НДР       | 6 | 3 | 1 | 2 | 13 | 14 | 7  |
| 3 | Бельгія   | 6 | 2 | 2 | 2 | 8  | 6  | 6  |
| 4 | Швейцарія | 6 | 0 | 1 | 5 | 10 | 16 | 1  |

| - Бельгія 0-0 Швейцарія - Шотландія 2-0 НДР - Швейцарія 3-4 Шотландія - Бельгія 1-2 Шотландія - НДР 2-1 Бельгія - Шотландія 2-1 Швейцарія | - Бельгія 4-2 НДР - Швейцарія 5-6 НДР - НДР 2-1 Швейцарія - Шотландія 0-0 Бельгія - Швейцарія 0-2 Бельгія - НДР 1-1 Шотландія |

### Група 2
|   |            | І | В | Н | П | МЗ | МП | О |
| - | ---------- | - | - | - | - | -- | -- | - |
| 1 | Польща     | 6 | 3 | 2 | 1 | 9  | 3  | 8 |
| 2 | СРСР       | 6 | 2 | 3 | 1 | 8  | 6  | 7 |
| 3 | Фінляндія  | 6 | 1 | 3 | 2 | 5  | 8  | 5 |
| 4 | Португалія | 6 | 1 | 2 | 3 | 3  | 8  | 4 |

| - СРСР 1-1 Польща - Фінляндія 0-0 Польща - Фінляндія 1-1 Португалія - Португалія 1-0 Польща - СРСР 2-2 Фінляндія - Польща 4-0 Фінляндія | - СРСР 1-1 Португалія - Польща 2-1 СРСР - Фінляндія 0-1 СРСР - Португалія 0-2 Фінляндія - Польща 2-0 Португалія - Португалія 0-2 СРСР |

### Група 3
|   |          | І | В | Н | П | МЗ | МП | О  |
| - | -------- | - | - | - | - | -- | -- | -- |
| 1 | Англія   | 6 | 5 | 0 | 1 | 13 | 4  | 10 |
| 2 | Греція   | 6 | 3 | 2 | 1 | 6  | 4  | 8  |
| 3 | Угорщина | 6 | 1 | 1 | 4 | 7  | 8  | 3  |
| 4 | Данія    | 6 | 1 | 1 | 4 | 6  | 16 | 3  |

| - Данія 1-4 Англія - Греція 1-0 Англія - Англія 2-1 Греція - Данія 1-1 Греція - Англія 1-0 Угорщина - Угорщина 1-1 Греція | - Данія 2-1 Угорщина - Англія 4-1 Данія - Угорщина 0-2 Англія - Угорщина 5-1 Данія - Греція 1-0 Данія - Греція 1-0 Угорщина |

### Група 4
|   |           | І  | В | Н | П | МЗ | МП | О |
| - | --------- | -- | - | - | - | -- | -- | - |
| 1 | Югославія | 6  | 3 | 2 | 1 | 12 | 5  | 8 |
| 2 | Болгарія  | 6  | 3 | 2 | 1 | 6  | 3  | 8 |
| 3 | Уельс     | 6k | 2 | 2 | 2 | 5  | 6  | 8 |
| 4 | Норвегія  | 6  | 0 | 2 | 4 | 6  | 15 | 2 |

| - Уельс 0-0 Норвегія - Норвегія 2-2 Югославія - Болгарія 2-0 Норвегія - Болгарія 0-2 Югославія - Югославія 2-0 Уельс - Уельс 0-1 Болгарія | - Норвегія 0-2 Болгарія - Норвегія 2-3 Уельс - Югославія 6-2 Норвегія - Болгарія 1-1 Уельс - Уельс 1-0 Югославія - Югославія 0-0 Болгарія |

### Група 5
|   |                | І | В | Н | П | МЗ | МП | О  |
| - | -------------- | - | - | - | - | -- | -- | -- |
| 1 | Італія         | 6 | 5 | 0 | 1 | 9  | 3  | 10 |
| 2 | Чехословаччина | 6 | 4 | 1 | 1 | 15 | 7  | 9  |
| 3 | Румунія        | 6 | 2 | 1 | 3 | 8  | 12 | 5  |
| 4 | Кіпр           | 6 | 0 | 0 | 6 | 4  | 14 | 0  |

| - Кіпр 1-2 Румунія - Італія 2-0 Румунія - Чехословаччина 2-1 Італія - Кіпр 0-1 Італія - Чехословаччина 2-0 Кіпр - Кіпр 1-4 Чехословаччина | - Італія 2-1 Чехословаччина - Румунія 1-4 Чехословаччина - Румунія 0-1 Італія - Румунія 3-2 Кіпр - Чехословаччина 2-2 Румунія - Італія 2-0 Кіпр |

### Група 6
|   |           | І | В | Н | П | МЗ | МП | О  |
| - | --------- | - | - | - | - | -- | -- | -- |
| 1 | Албанія   | 6 | 4 | 2 | 0 | 9  | 3  | 10 |
| 2 | ФРН       | 6 | 3 | 3 | 0 | 13 | 4  | 9  |
| 3 | Туреччина | 6 | 1 | 1 | 4 | 6  | 11 | 3  |
| 4 | Австрія   | 6 | 0 | 2 | 4 | 4  | 14 | 2  |

| - Австрія 1-2 Албанія - Туреччина 0-1 Албанія - Австрія 1-1 Туреччина - Албанія 1-1 ФРН - Туреччина 0-1 ФРН - Австрія 1-1 ФРН | - Албанія 1-0 Туреччина - Албанія 3-0 Австрія - ФРН 2-1 Австрія - ФРН 7-0 Туреччина - Туреччина 5-0 Австрія - ФРН 1-1 Албанія |

### Група 7
|   |            | І | В | Н | П | МЗ | МП | О |
| - | ---------- | - | - | - | - | -- | -- | - |
| 1 | Іспанія    | 4 | 2 | 1 | 1 | 2  | 5  | 5 |
| 2 | Нідерланди | 4 | 1 | 2 | 1 | 7  | 3  | 4 |
| 3 | Ісландія   | 4 | 0 | 3 | 1 | 2  | 3  | 3 |

| - Ісландія 1-1 Нідерланди - Іспанія 1-0 Ісландія - Нідерланди 5-0 Іспанія | - Ісландія 0-0 Іспанія - Нідерланди 1-1 Ісландія - Іспанія 1-0 Нідерланди |

### Група 8
|   |            | І | В | Н | П | МЗ | МП | О |
| - | ---------- | - | - | - | - | -- | -- | - |
| 1 | Франція    | 4 | 3 | 1 | 0 | 10 | 2  | 7 |
| 2 | Швеція     | 4 | 2 | 1 | 1 | 10 | 4  | 5 |
| 3 | Люксембург | 4 | 0 | 0 | 4 | 1  | 15 | 0 |

| - Люксембург 0-4 Швеція - Франція 1-0 Швеція - Люксембург 0-5 Франція | - Швеція 4-1 Люксембург - Швеція 2-2 Франція - Франція 2-0 Люксембург |

## Кваліфікувались до фінальної частини
| Країна    | Групи   | Попередні турніри    |
| --------- | ------- | -------------------- |
| Шотландія | Група 1 | 2 (1980, 1982)       |
| Польща    | Група 2 | 1 (1982)             |
| Англія    | Група 3 | 3 (1978, 1980, 1982) |
| Югославія | Група 4 | 2 (1978, 1980)       |
| Італія    | Група 5 | 3 (1978, 1980, 1982) |
| Албанія   | Група 6 | 0 (дебют)            |
| Іспанія   | Група 7 | 1 (1982)             |
| Франція   | Група 8 | 1 (1982)             |

## Фінальний раунд

### Чвертьфінали
Матчі пройшли 28 лютого, 14 та 21 березня, матчі-відповіді 28 березня, 4 та 11 квітня 1984.
| Команда 1 | Заг.  | Команда 2 | 1-й матч | 2-й матч |
| --------- | ----- | --------- | -------- | -------- |
| Шотландія | 3 - 4 | Югославія | 2 - 1    | 1 - 3    |
| Польща    | 3 - 6 | Іспанія   | 2 - 2    | 1 - 4    |
| Англія    | 7 - 1 | Франція   | 6 - 1    | 1 - 0    |
| Албанія   | 0 - 2 | Італія    | 0 - 1    | 0 - 1    |

### Півфінали
Матчі пройшли 18 та 25 квітня, матчі-відповіді 2 травня 1984.
| Команда 1 | Заг.  | Команда 2 | 1-й матч | 2-й матч |
| --------- | ----- | --------- | -------- | -------- |
| Югославія | 0 - 3 | Іспанія   | 0 - 1    | 0 - 2    |
| Англія    | 3 - 2 | Італія    | 3 - 1    | 0 - 1    |

### Фінал
Матчі пройшли 17 та 24 травня 1984.
| Команда 1 | Заг.  | Команда 2 | 1-й матч | 2-й матч |
| --------- | ----- | --------- | -------- | -------- |
| Іспанія   | 0 - 3 | Англія    | 0 - 1    | 0 - 2    |

| Чемпіон Європи серед молодіжних команд 1984 |
| ------------------------------------------- |
| Англія 2-й титул                            |